# فهرست کانال‌های تلویزیونی ترکی آذربایجانی‌زبان
۹لیست زیر فهرستی از کانال‌های تلویزیونی به تفکیک کشورهای مختلف می‌باشد ، که به صورت انحصارا یا مشترک با زبان‌های دیگر به زبان ترکی آذربایجانی برنامه پخش می‌کنند.

## کانال‌های تلویزیونی ترکی آذری زبان
▪ایران
- شبکه سحر[۱][۲][۳]
- شبکه سهند، تبریز[۴]
- شبکه آذربایجان غربی [۵]
- شبکه اشراق[۶]
- شبکه سبلان[۷]

▪جمهوری آذربایجان
- شبکه آ تی وی
- شبکه آ تی وی بین الملل
- شبکه آذ تی وی
- شبکه تلویزیونی اجتماعی
- شبکه تلویزیونی اسپیس
- شبکه تلویزیونی ای ان اس
- شبکه تلویزیونی ایدمان
- شبکه تلویزیونی خزر تی وی
- شبکه تلویزیونی لیدر
- شبکه تلویزیونی مدنیت

▪آمریکا
- گوناز[۸]

▪سوئد
- آذنیوز تی وی[۹]

▪عراق
- شبکه تلویزیونی ترکمنلی

▪کانادا
- آذ استار تی وی[۱۰]